# La baie des anges
La bahía de los ángeles (La Baie des Anges, título original en francés) es una película francesa dirigida por Jacques Demy y estrenada en 1963.

## Argumento
Durante unas vacaciones en Niza, Jean Fournier, un modesto empleado de banca, conoce y se enamora de Jackie, una joven adicta al juego que gasta todo cuanto gana. Una historia de amor durante un verano donde el juego y el amor se cruzan.